# Szivárvány (gyermeklap, Kolozsvár)
A Szivárvány Kolozsvárt indult 1990 januárjában a Napsugár melléklapjaként, előbb mint „óvodások és kisiskolások lapja”, majd mint „kisgyermekek képes lapja”. Terjesztése kereskedelmi forgalmon kívül, óvodák és iskolák csoportos megrendelése alapján történik. Elődjét, ugyancsak a Napsugár melléklapjaként, Haza Sólymai címmel 1979-ben a Pionírszervezetek Országos Tanácsa indította. Felépítését, grafikai kivitelezését illetően a Szivárvány ezt folytatta.

## Szerkesztői, tartalma
Szerkesztői gárdája többnyire megegyezik a Napsugáréval. Főszerkesztője 1992 januárjáig Farkas János volt, utána 2020 őszéig Zsigmond Emese. Őt váltotta László Noémi. Oldalain az erdélyi magyar gyermekirodalom szerzőinek legjava szerepel versekkel, mesékkel: Bálint Tibor, Fodor Sándor, Lászlóffy Aladár, Kányádi Sándor, Markó Béla, Veress Zoltán. Gyermekközönséghez szólva, különös fontossága van a művészek jelenlétének. Grafikai és képszerkesztői Müller Katalin és Venczel János, számaiban Árkossy István, Deák Ferenc, Farkas Melinda, ifj. Feszt László, Forró Ágnes, Hadai Geier Klára, Kovács Károly, Nagy Ilona, Soó Zöld Margit, Szabó C. Mária, Unipan Helga, Venczel János grafikáival találkozhat a gyermekolvasó.
1994-től egyre több, a gyermekek által beküldött vers, mese, rajz gazdagítja a lapszámokat. A kezdeményezés sikerrel járt és népszerű lett a kis olvasók körében, úgy, hogy ma már majdnem teljes egészében ők írják-rajzolják tele a lapot.
Állandó rovata a Csipike postája, amelyben Fodor Sándor, a Csipike gyermekkönyvek népszerű írója válaszol a gyermekeknek, jó tanácsokkal, hasznos tudnivalókkal látja el őket.
A szerkesztőség – főképp a nyári vakáció és újév táján – összevont számokat, naptárakat, Szivárvány Színezőt jelentet meg, ezekben rajzok, társasjátékok, észpörgetők is helyet kapnak.